# Sylwan (uczeń apostolski)
Sylas (znany też jako Sylwan) – osoba o takim imieniu zostaje wymieniona po raz pierwszy w Dziejach Apostolskich w kontekście soboru jerozolimskiego. Wylicza się go tam jako jednego z przodujących wśród braci. Uznaje się, iż imię Sylas jest transkrypcją hebrajskiego czasownika szalach, co znaczy posyłać. Sylwan (Silvanus) natomiast, jest formą zlatynizowaną.
Ze źródeł biblijnych wynika, że Sylas wraz z Judą Barsabbasem, zostali wysłani przez Apostołów i starszych do Antiochii w celu dostarczenia uchwał wspomnianego soboru. Wybrali się tam wraz z Pawłem i Barnabą, którzy byli przełożonymi Kościoła w Antiochii.
Sylas jest także współuczestnikiem drugiej podróży misyjnej św. Pawła obok Łukasza i Tymoteusza. Należy też uznać, że podczas trwania misji traktowany był jako ktoś aktywny i najbardziej zaangażowany po Pawle. Świadczy o tym fakt, iż Sylas był potraktowany jako współodpowiedzialny za wydarzenia w Filippi i to właśnie jego, razem z Pawłem, postawiono przed pretorami, wymierzono karę i wtrącono do lochu. Po takim potraktowaniu ich przez Rzymian, zarówno Sylas jak i Paweł powołali się na swoje rzymskie obywatelstwo, co wprawiło pretorów w zakłopotanie. Z niezbyt przyjazną atmosferą spotkali się również w Tesalonice i Berei, skąd Apostołowie musieli uciekać.
W synaksariach wymieniany 26 i 29 listopada (Sylas jako biskup Koryntu), a także 30 lipca lub 30 czerwca (rozdzielnie Sylwan jako dzierżący sakrę Tesalonik. W martyrologiach łacińskich pojawił się pod datą 28 listopada za sprawą Sylasa Florusa, a następnie Ado z Vienne, umieścił jego wspomnienie liturgiczne 13 lipca. Ten dzień powtórzyli Usuardus i Cezary Baroniusz.